# Brigitte Bourguignon
Brigitte Bourguignon (ur. 21 marca 1959 w Boulogne-sur-Mer) – francuska polityk i działaczka samorządowa, posłanka do Zgromadzenia Narodowego, minister delegowany ds. autonomii (2020–2020), minister zdrowia i profilaktyki (2022).

## Życiorys
Z zawodu sekretarka medyczna. Kierowała wydziałem w instytucji pomocy społecznej CCAS w rodzinnej miejscowości, pracowała też w radzie generalnej departamentu Pas-de-Calais. W latach 2001–2012 pełniła funkcję zastępczyni mera Boulogne-sur-Mer, odpowiadając m.in. za sprawy osób niepełnosprawnych i przeciwdziałanie wykluczeniom. Od 2014 do 2018 była radną miejscowości Marquise.
Należała do Partii Socjalistycznej, z jej ramienia w 2012 uzyskała mandat deputowanej do Zgromadzenia Narodowego. W 2017 przeszła do ugrupowania En Marche!, jako jego kandydatka z powodzeniem ubiegała się o reelekcję. W lipcu 2020 w gabinecie Jeana Castex objęła stanowisko ministra delegowanego ds. autonomii przy ministrze solidarności i zdrowia. W tym samym roku dołączyła do stowarzyszonej z LREM partii Territoires de progrès skupiającej lewicowych stronników Emmanuela Macrona.
W 2021 ponownie wybrana na posłankę w wyborach uzupełniających (rozpisanych, gdy jej zastępca poselski odmówił objęcia mandatu). W tym samym roku wybrana też na radną departamentu Pas-de-Calais. W maju 2022 powołana na urząd ministra zdrowia i profilaktyki w rządzie Élisabeth Borne. W czerwcu 2022 nie została wybrana do niższej izby parlamentu kolejnej kadencji, w lipcu tegoż roku zakończyła pełnienie funkcji rządowej.